# 工部省
工部省（日语：こうぶしょう）是大日本帝國明治政府時期之太政官制政府機構，其促使了國家之基礎建設及殖產興業的推進。该政府机构創設于1870年（明治3年），1885年（明治18年）廢止；是現如今日本電信電話的前身。

## 沿革
因首席鐵路工程師埃德蒙·莫雷爾（Edmond Morel）的建議，並由伊藤博文與山尾庸三協力負責設置太政官制工部省之工作。明治3年閏10月20日（舊曆）（1870年12月12日），決定成立工部省，並花費十個月的時間將部局組織化。明治4年（1871年）8月14日(舊曆)成立鐵道、造船、鑛山、製鐵、電信、燈台、製作、工學、勸工、土木等十寮及測量司，除了工學寮及測量司外，其他部門大多數從民部省移轉而來。儘管埃德蒙·莫雷爾打算將之作為公共工程的主管部門，然而在太政官中它被規劃作導入外國産業技術及推進殖產興業之部門。
工部大輔伊藤博文出任岩倉使節團之副大使時，由時任工部少輔山尾庸三主導初期之工部省。但是大量高薪聘用之外國工程師和技術顧問，帶給國庫沉重的壓力，並且拖延了政府主導的殖產興業。
1880年代前葉，在工部卿佐佐木高行領導下將除了鐵路和電報外的官營工場開放給私營部門任購，此舉促進了官營工場退出市場。明治16年（1883年）9月22日，工作局及鑛山局被廢除，其事務改由工部省直接管轄； 品川工作分局更名為品川硝子製造所、兵庫-長崎工作分局更名為兵庫-長崎造船局、各地區鑛山分局分別更名為佐渡、生野、三池、阿仁、院内鑛山局。明治18年（1885年）12月22日，内閣制度建立進而廢止工部省，並拆解維遞信省及農商務省。而鐵道業務由中央設立鐵道省以利直接控管，電信和燈台業務由遞信省接管並達成郵政一體化。

## 教育機關
工部省設有一個稱為工學寮的工程師培訓機構，並掌管一所工學校。明治6年（1873）7月，最初計劃了設立一所小學校進行預備教育，但後來改為6年制大學校，並由亨利·迪爾（Henry Dier）擔任工學校都險（校長）並制定校規。明治9年（1876），增設工部美術大學校。明治10年（1877），工學寮廢除，並在工學校大學校本館建築竣工後，正式定名工部大學校。明治18年（1885），工部省廢除，工部大學校移交文部省，並根據隔年明治19年（1886年）頒布之《帝國大學令》與東京大學合併為帝國大學，現為東京大學工學部。

## 历任高级官员

### 工部卿
- （當初空置）
- 伊藤博文（1873年10月25日－1878年5月15日）
- 井上馨（1878年7月29日－1879年9月10日）
- 山田顯義（1879年9月10日－1880年2月28日）
- 山尾庸三（1880年2月28日－1881年10月21日）
- 佐佐木高行（1881年10月21日-1885年12月22日）[2]

### 工部大輔
- 後藤象二郎（1871年）
- 伊藤博文（1871年 - 1873年）
- 山尾庸三（1872年 - 1880年）
- 吉井友實（1880年 - 1882年）
- 井上勝（1882年 - 1886年）

## 文獻
- 大藏省：工部省沿革報告、1889年.
- 鈴木淳編：工程部及其時代(原文:工部省とその時代)、2002年. ISBN 4-634-52240-3
- 柏原宏樹：工部省之研究(原文:工部省の研究)、2009年. ISBN 978-4-7664-1611-4
- 『工部省沿革報告』1889年（国会図書館デジタルコレクション）
- 工部省の活動 （页面存档备份，存于）『日本工業之黎明―從遣隋使到工部大学校(原文:日本工業の黎明―遣隋使から工部大学校まで)』上田弘之、昭和56(1981)年刊

1. ↑  泉田英雄：工部省創設再考、日本建築学会計画系論文集Vol.80-No.708、2015年3月、411~417頁.
2. ↑  .   [2021-08-02]. （原始内容存档于2021-08-02）.